# Bruno Stane-Grill
Bruno Stane-Grill (* 9. Juli 1927 in Mlini, Gespanschaft Dubrovnik-Neretva, Kroatien; † 11. Oktober 2012 in Köln, Deutschland) war ein kroatischer Bildhauer, Maler und Zeichner.

## Leben
Als junger Mann, der nach seinem Abschluss des Gymnasiums drei Jahre in Gerovo, einem jugoslawischen Straflager für politische Gefangene, inhaftiert war, und anschließendem Wehrdienst in der jugoslawischen Marine begann Grill ein Kunststudium an der Werkkunstschule in Zagreb. 1956 floh er in die Bundesrepublik Deutschland. Grill arbeitete ein Jahr in einer Oberhausener Fabrik und als Trainer eines dortigen Wasserballclubs. Zwischen 1957 und 1963 studierte er an der Staatlichen Kunstakademie Düsseldorf bei Rolf Sackenheim und Zoltan Székessy, der ihn bereits im 3. Semester zum Meisterschüler ernannte und ihm das Arbeiten in einem eigenen Meisterschüleratelier ermöglichte. 1960 wurde er ausgezeichnet mit dem Poensgen-Preis der Akademie.
Zu seinen weiteren Freunden an der Akademie zählten Hans Schwippert, Walter Koengeter, Rolf Crummenauer, Manfred Seiler, Teo Otto, K.O. Goetz, Günter Uecker und Joseph Beuys, der – als er 1963 die Malerin Anna Maria Wess heiratete – sein Trauzeuge war. Nach seiner Akademiezeit richtete er sein Atelier in einem alten Tanzsaal in Düsseldorf-Niederkassel ein und später in der Wasserburg Haus Brück in Erkrath, in dem er bis zu seinem Schlaganfall im Februar 2008 arbeitete.
Er war langjähriges Mitglied des BBK und des kroatischen Künstlerverbandes HDLU.
Seit seinem Studium zeigte er seine Arbeiten in Einzel- und Gruppenausstellungen.
Er arbeitete 33 Jahre lang als Kunstlehrer am Konrad-Adenauer-Gymnasium in Langenfeld.
Seit 1970 zeichnete er auf großen Leinwänden vor Publikum im öffentlichen Raum, in Theatern, Konzertsälen, auf Kirchentagen und immer wieder zu Konzerten in katholischen und evangelischen Kirchen, über die der WDR Köln mehrfach berichtete.
Eine Reihe seiner zeichnerischen und/oder plastischen Arbeiten befindet sich in der Kunstsammlung des Kultusministeriums NRW, der Stadt Düsseldorf und des Hetjensmuseum Düsseldorf und in privaten Sammlungen.
1991, nach dem serbisch-montenegrinischen Angriff auf seine Heimatstadt Dubrovnik und der Zerstörung seiner Region, organisierten er und seine Ex-Frau Anna Maria Grill die Hilfsorganisation 'Künstler helfen Dubrovnik – Düsseldorfer helfen Dubrovnik ', an der sich viele Düsseldorfer Künstler, Künstlerinnen und Firmen mit Spenden und Unterschriften für eine Städtepartnerschaft zwischen Düsseldorf und Dubrovnik beteiligten.
Im Februar 2009 erlitt Bruno Stane-Grill einen schweren Schlaganfall, der ihn halbseitig lähmte.
Seitdem wurde er von seiner Tochter Nicole Grill in einer gemeinsamen Wohnung in Köln betreut, bis er 2012 auf der Intensivstation eines Kölner Krankenhauses starb.

## Einzelausstellungen und Aktionen (Auswahl)
- 1960 Düren, Karmelitinnenkloster, ‘Heimkehr des Menschensohnes’, Aktion mit Joseph Beuys
- 1961 Krefeld, Galerie Am Bismarckplatz, erste große Einzelausstellung
- 1963 Brügge, Belgien, Städtische Galerie, Ausstellung
- 1970 Zweibrücken, Galerie Monika Beck, Ausstellung und Aktion im Rosengarten
- 1970 Langenfeld, Stadthalle, Ausstellung und Aktion (Bach: Matthäus-Passion)
- 1971 Witten, St. Pius, Ausstellung und Aktion (Beethoven: Missa Solemnis), Aufzeichnung des WDR-Sendung ‘Kirche als Atelier’ Redaktion: Klaus Ulrich Harbecke
- 1971 Meerbusch bei Düsseldorf, Galerie Ilverich Ausstellung
- 1971 Düsseldorf, Neue Messe, Aktion J. Haydn: Die Schöpfung
- 1971 Nettetal-Lobberich, Alte Kirche, Ausstellung und Aktion (Mozart: Requiem)
- 1972 Dubrovnik, Kroatien, Umjetnicka Galerija, Ausstellung
- 1972 Wesel, Städtisches Bühnenhaus, Ausstellung und Aktion (Barockmusik) erstes Auslöschen des Bildes (Aufzeichnung des WDR)
- 1973 Meschede, Benediktiner-Abtei Königsmünster, Ausstellung und Aktion (Bach:Matthäus-Passion)
- 1973 Frechen, Haus Bitz, Kunstverein Frechen, Ausstellung und Aktion (Barockmusik), Versteigerung der beiden Aktions-Arbeiten
- 1974 Göttingen, Kunstmesse, Stadthalle Göttingen, Ausstellung und Aktion, (Mussorgskij: Bilder einer Ausstellung)
- 1975 Hilden, Reformationskirche, Ausstellung und Aktion (Bach: Orgelwerke) mit Chr. Kratzenstein
- seit 1975 Erkrath, jährliche vorweihnachtliche Atelierausstellung in Haus Brück
- 1976 Hünfeld, BRUNO STANE GRILL, Arbeiten aus der Sammlung Helmut Quanz, Stadtsparkasse Hünfeld
- 1978 Düsseldorf, MUSICA PERPETUA, Neanderkirche, Aktion (alte und neue Musik), mit Oskar Gottlieb Blarr
- 1979 Nürnberg, Messehalle, Evangelischer Kirchentag, EXODUS, Aktion mit dem ökumenischen Arbeitskreis Düsseldorf-Altstadt – statt Löschung Zerteilung des Bildes und Verschenken der Fragmente -
- 1979 Düsseldorf, Bergerkirche: 1. CHRISTNACHTWACHE, Aktion mit Oskar Gottlieb Blarr
- 1980 Düsseldorf, Neanderkirche: 2. CHRISTNACHTWACHE, Aktion mit Oskar Gottlieb Blarr
- 1981 Hilden, PASSION, St. Jakobus (alte und neue Passionsmusik) mit F. Hohmann, Aufzeichnung des WDR. Das entstandene Bild hat seinen Platz in dieser Kirche erhalten.
- 1981 Witten, St. Josef, Ausstellung und Aktion (alte und neue Kirchenmusik), Aufzeichnung des WDR
- 1981 Burscheid, Haus der Kunst, Ausstellung und Aktion mit dem Burscheider Orchester und dem Landesjugendorchester
- 1982 Düsseldorf, Neanderkirche, 3. CHRISTNACHTWACHE, Aktion mit Oskar Gottlieb Blarr
- 1982 Drei zeichnerische Aktionen mit Gerd Reichenbach (Guitarre) und Jörg Müller (Schlagzeug) in den Stadthallen Mettmann und Langenfeld und im Bürgerhaus Hochdahl im Rahmen der Kreiskunst–Wanderausstellung Mettmann
- 1986 Düsseldorf, Friedenskirche, EXEQUIEN (H.Schütz: Exequien) mit der Kantorei der Friedenskirche, Aufzeichnung des WDR Köln als Teil des Künstler-Portraits „Herrlich dieser Klumpen Erde“, Redaktion C. U. Heinke (Erstsendung 1987)
- 1987 Köln, WDR-Studio: PASSION ‘87, zeichnerische Aktion in der Live-Sendung mit Berichten von Leidenden aus dem WDR-Studio Köln
- 1988 Hannover, Kloster Mariensee: RE-AKTIONEN, Ausstellung und Aktion musikalische Leitung Claus Ulrich Heinke
- 1990 Grevenbroich, Haus Hartmann, Kunstverein Grevenbroich, Ausstellung, Altes Schloss, Kunstverein Grevenbroich, Aktion
- 1992 Steinfurth, Rosenmuseum, Ausstellung und Aktion, musikalische Leitung C. U. Heinke
- 1993 Aachen, Krönungssaal, KUNST GEGEN KRIEG, Aktion
- 1994 Essen. Kunstraum Apostelkirche, Ausstellung und gemeinsame Aktion mit dem Maler Gerd Böttcher
- seit 1997 Erkrath, Haus Brück, jährliche Atelierausstellung im Rahmen der KUNSTPUNKTE
- 1997 Düsseldorf, Galerie Blau, REQUIEM FÜR HEINRICH HEINE mit Bernd Wiesemann (Klavier)
- 1997 Grevenbroich, Kloster Langwaden: MEDITATIONEN, Ausstellung und Aktion mit Bernd Wiesemann (Klavier)
- 1998 Grevenbroich, Kloster Langwaden ‘Aus den Grenzen meines Grünens’ Aktion mit Bernd Wiesemann (Klavier) und Pater Basilius Ullmann (Gedichte)
- 2000 Dubrovnik, Kroatien, Galerija Ars Longa Vita Brevis: ‘Meine Erzählungen über Dubrovnik’, Ausstellung und Aktion
- 2001 Dormagen, Kloster Knechtsteden, Ausstellung und Aktion mit Gerd Böttcher
- 2004 Hildesheim, St. Jacobus: ANTLITZ DES MENSCHEN, Ausstellung und Aktion, musikalische Leitung: C. U. Heinke
- 2005 Erkrath, Wasserburg Haus Brück, NEANDERLAND: TATORTE, Ausstellung und Aktion
- 2006 Remscheid, St. Suitbertus, Ausstellung und zeichnerische Aktion
- 2008 Hochdahl, Evangelische Kirche, Kunstaktion in der Passionszeit, Kirche, Kunstaktion in der Passionszeit, Ausstellung und Aktion

## Beteiligung an Gruppenausstellungen (Auswahl)
- 1984 BLICKPUNKT NIEDERRHEIN, Wanderausstellung des Diebels-Freundeskreises
- 1992/93 Düsseldorf, Landesmuseum Volk u. Wirtschaft: Künstler für Dubrovnik,
- 1995 Düsseldorf, Thyssen Trade Center: SPERR-GUT
- 1995 OTVORENE GRANICE / OFFENE GRENZEN, gemeinsame Ausstellungsreihe deutscher und kroatischer Künstlerinnen und Künstler Zagreb, Kroatien, HDLUH Galerija Karas und Düsseldorf, BBK-Kunstforum
- 1996 Düsseldorf, Kunstpalast: DIE DÜSSELDORFER ‘96
- 1997 Düsseldorf, BBK-Kunstforum: ZEITGLEICH / DIE FARBEN WEISS
- seit 1997 Beteiligung an Ausstellungen der Gruppe KUK
- seit 1999 Galerija Ars Longa Vita Brevis, Dubrovnik
- 2005 Düsseldorf, KulturOFEN NRW. SPRINGTIME ‘05

## Werke in Sammlungen und öffentlichem Besitz (Auswahl)
- Sammlung der Kunstakademie Düsseldorf, Zeichnungen
- Kultusministerium NRW, Toter Vogel, Federzeichnung
- Karmeliterinnenkloster Düren, Kruzifix, Terracotta
- Städtisches Gymnasium Frechen, Ikarus, Wandrelief, Beton
- St. Josef, Witten-Annen, Der Gekreuzigte, große Bronzeplastik,
- Chorgitter mit Tabernakel, Altar, Sedilien, Ambo und Taufbeckel
- St. Pius, Witten-Rüdinghausen Altar, Tabernakel, Nebenaltar, Vortragekreuz
- Fenster, Aktionszeichnung: Missa Solemnis
- Sporthalle, Gustorf, Wandzeichnung
- Kunstverein Frechen, zwei Aktionszeichnungen
- Casino Wehrbereichsverwaltung Düsseldorf, Frieden, Wandrelief, Terracotta
- Stadt Hilden Druckgrafik und Zeichnungen
- St. Jacobus, Hilden, Passionsbild (Aktionszeichnung)
- Konrad-Adenauer-Gymnasium, Langenfeld, Die Philosophen, Relief, Terracotta
- St. Hilarius, Mlini PASSION, Wandmalerei in der Seitenkapelle
- Hotel Mlini, Die Fischer, Terracottaplastik Mlini, Kroatien an der Riviera
- Hotel Astarea, Mlini Pjesma Moga Kraja, Triptychon, Acryl auf Leinwand (geraubt im Krieg 1991)
- Heinrich-Heine-Institut, Düsseldorf, Heinrich Heine, Druckgrafik
- Hetjensmuseum, Düsseldorf, Orpheus, Plastik, Terracotta, teilglasiert
- Flötender Pan, Basrelief, Terracotta, teilglasiert
- Männlicher Torso, Terracotta glasiert
- Sammlung K.O.Goetz
- Sammlung Theo Otto
- Sammlung Van der Grinden, Kleve
- Sammlung Dr. Hermann Keulen, Hilden
- Sammlung Helmut Quanz, Eiterfeld
- Sammlung J.J.Wolff, Firmenich
- Sammlung Dr. Othmar Wess, Lengwil-Oberhofen, Schweiz

## Filme des WDR Köln
- Ulrich Harbecke: Kirche als Atelier, 1971, 8 Minuten
- Michael Wortmann: Künstler in der Kirche, 1981, 10 Minuten
- C. Ulrich Heinke: Herrlich dieser Klumpen Erde. 1986, Filmportrait, 30 Minuten
- WDR Studio Köln: Passion, 1981, Entstehung und Löschung der Aktionszeichnung in St. Josef, Witten
- WDR Studio Köln: Passion ‘87, Aufzeichnung der Live-Sendung mit zeichnerischer Aktion und Berichten von Leidenden

## Weitere Filme
- Zvonimir Maria Grill: filmische Dokumentation der zeichnerischen Aktion in der Reformationskirche Hilden, 1975